# Гуф
Гуф (настоящее имя — Алексе́й Серге́евич Долма́тов; род. 23 сентября 1979, Москва) — российский рэпер, сооснователь и участник группы CENTR. Сооснователь лейбла «ЦАО Records», основатель лейбла «ZM Nation». Обладатель премий RMA, Rock Alternative Music Prize и других.

## Биография

### 1998—2003: Начало творческого пути
В 1998 году Долматов записал свой первый трек «Китайская стена» в Пекине.
Гуф вошёл в хип-хоп-мир в 2000 году в составе группы Rolexx. Название группы происходит от имён участников проекта: Ромы и Лёши.
Именно после участия в составе группы Rolexx Алексей становится известным как Guf. Тем не менее, он использовал название группы в качестве основного собственного псевдонима вплоть до 2005 года. Как Guf aka Rolexx Алексей указан на упаковке компакт-диска с альбомом «Черепашьи бега» группы «Отрицательное влияние», выпущенного в 2005 году. В 2006 году, в последующих альбомах, к которым рэпер написал гостевые куплеты либо поучаствовал в скитах, в том числе «Этажи» и «Баста 2», Долматов обозначен уже как Guf.
Свой первый трек под названием «Китайская стена» Гуф написал в 19 лет. Он впервые прозвучал на радио «2000». Однако затем последовал вынужденный творческий перерыв из-за наркотиков.
Начиная с 2002 года Гуф работает над своим дебютным альбомом. В том же году с песни «Свадьба» начинается его сотрудничество со Slim’ом, который на тот момент является участником группы «Дымовая завеса».

### 2003—2009: Группа Centr
Понимая необходимость двигаться дальше, Гуф совместно с Николаем Принципом создаёт группу Centr в 2004 году. В таком составе они выпустили первый демоальбом под названием «Подарок». Тираж составил всего 13 экземпляров, которые были презентованы самым близким друзьям на Новый год.
В творческой жизни Гуфа есть и ещё один яркий персонаж — его бабушка Тамара Константиновна, известная поклонникам творчества Гуфа как Ориджинал Ба XX. Вся страна узнала её из трека «Сплетни» . Песня «Ориджинал Ба» из альбома «Город дорог», в которой она даже принимает участие, повествует об их взаимоотношениях, о её характере. «Она легко станцует вам под Шона Пола» — читает Гуф. Но осенью 2013 года бабушка умирает от остановки сердца.
Многие из ранних песен Гуфа посвящены наркотикам, и именно эти песни стали его «визитной карточкой» в рэп-сообществе, сформировав новый специфический стиль. Гуф употреблял тяжелые наркотики, как он сам об этом и говорил, но сейчас полностью отказался от них.
В 2006 году выходит песня «Сплетни». В том же году компанией Ren-TV для документального фильма «Drug Users» (рус. Наркопользователи) из цикла «Проект Отражение» был снят клип на не менее популярную композицию «Новогодняя», в котором участвуют Slim и Птаха. Гуф записывает дуэт с ростовским рэпером Бастой — песню под названием «Моя игра». Также был снят видеоклип на песню «Трафик», записанную при участии Смоки Мо и которая была включена во второй альбом группы Centr под названием «Эфир в норме».
В апреле 2007 выходит альбом «Город дорог». Помимо этого, артист начинает активную концертную деятельность. 25 октября выходит альбом «Качели» группы Centr, участником которой он является. Осенью 2008 группа Centr вместе с Бастой победила в номинации «Хип-хоп» на премии RMA телеканала MTV Russia.
В 2009 году дублировал одного из персонажей американского мультфильма «9» — одноглазую куклу по имени «Пятый». В оригинале героя озвучивал актёр Джон С. Рейли.

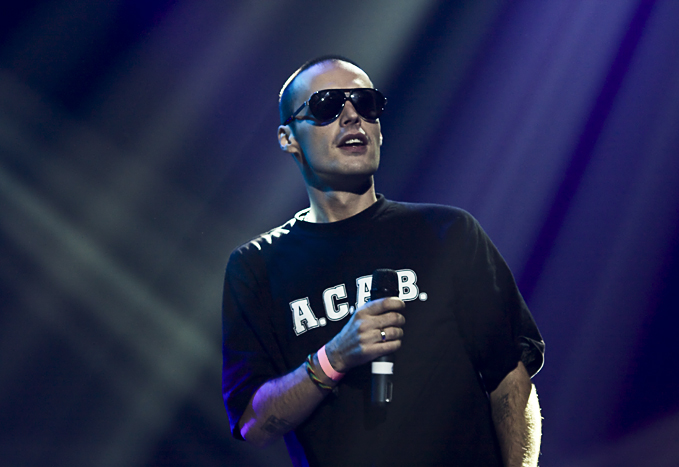
Концерт в Ледовом дворце, 19 сентября 2009 года

В августе 2009 года Гуф после ссоры со Slim’ом и Птахой покинул группу Centr. Он заявил об этом в своём интервью. Несмотря на это, осенью 2009 снимается клип на песню «Легко ли быть молодым» из альбома «Эфир в норме». Гуф снимается для этого клипа отдельно от остальных участников группы.
Гуф создаёт новый лейбл — ZM Nation.
С сентября по декабрь выходят сольные альбомы всех участников группы Centr. Сольный альбом Гуфа «Дома» вышел 1 декабря 2009 года.

### 2009—2012: Сотрудничество с Бастой и «Сам и…»
В конце 2009 года появляется информация о совместном альбоме с Бастой, который должен выйти в сентябре 2010. Даты меняются после каждого интервью Гуфа/Басты, в сентябре 2010 года появляется официальная информация о том, что 23 октября состоится презентация альбома.
10 ноября 2010 года вышел совместный альбом Гуф с Бастой под названием «Баста/Гуф». Презентация состоялась 25 декабря.
21 июля 2011 года состоялся большой концерт Басты и Гуфа в «Зелёном театре»; судя по сообщению Басты в Твиттере, там собралось более 8 000 человек.
9 сентября 2011 года ФСКН объявила о задержании Гуфа. В анализах Гуфа обнаружили следы марихуаны и его отпустили.
19 июля 2012 состоялся третий по счету большой летний концерт Басты и Гуфа в «Зелёном Театре».
1 ноября 2012 года третий сольный альбом Гуф «Сам и…» был размещён на свободное скачивание на хип-хоп-портале Rap.ru.

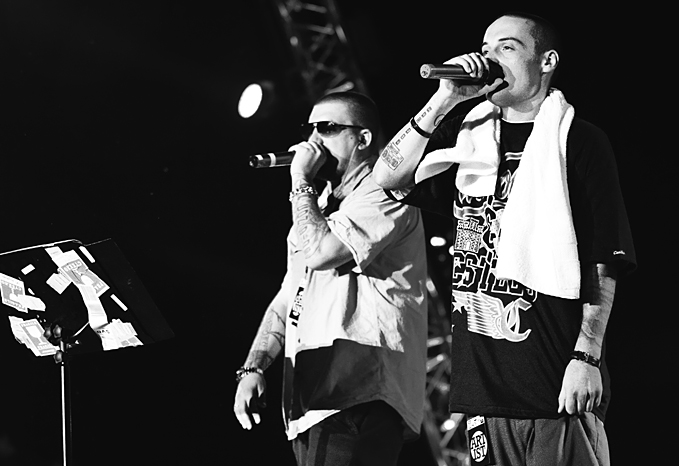
Концерт Басты и Гуфа в «Зелёном театре», 21 июля 2010 года

30 декабря Гуфа исключили из списка артистов ТО «Газгольдер», хотя, как заявляет его жена Айза, совместная работа была прекращена ещё в 2011 году. 28 декабря на Rap.ru было выложено интервью из «выжимок» ответов Басты на вопросы слушателей, среди которых было заявление, что Гуф никогда не был артистом лейбла: «С нами он не заключал контракт, мы просто приняли участие в работе. С Нового года, вероятно, она прекратится».

### 2013 — настоящее время:420, «Ещё»,GuSli
24 октября 2013 Гуф выпускает новую песню и вместе с ним и видеоклип под названием «Грустный», где объясняет причину распада группы Centr:
У нас была группа очень сильная, ни под кого не косили. / Получилось так, что качнули всю Россию. / Но её существование внезапно прекратилось: я возомнил себя солистом, стал тщеславный и меркантильный.
В 2014 году в альбоме группы «Каспийский груз» появляется песня «Зимняя» с гостевыми куплетами Гуфа и Слима. В последовавшем интервью для Rap.ru группа «Каспийский груз» раскрывают, что трек был сведён воедино с согласия обоих экс-участников группы Centr.
Но позже в сети появляются множество разных догадок, что участники группы запишут ещё треки, в одном из интервью Гуф заявляет, что возможен совместный концерт группы, не более того; Птаха утверждает то же самое. Однако 27 апреля 2014 года в альбоме Зануды «По низам» появляется совместная композиция с Гуфом под названием «Город-убийца».
20 апреля, в день употребления конопли, Гуф вместе с дэнсхолл-музыкантом Rigos’ом, участником петербургской группы True Jamaican Crew, выпустил сингл «420», предвещающий совместный релиз, запланированный на начало 2014 года. 4 марта 2014 года состоялась премьера песни «Индустрия», в которой рэпер высказывается на тему рэп-батлов, в том числе упомянув организатора и ведущего Versus Battle.
В 2015 вышел новый сольный альбом «Ещё».
В 2016 году группа Centr выпускает альбом «Система», после чего вновь распадается.
В 2017 году Гуф и Slim выпускают альбом GuSli и GuSli II, а Птаха вызывает первого на Versus Battle.
6 февраля 2018 года состоялся рэп-баттл между Гуфом и Птахой на площадке Versus Battle. В судейском составе были рэпер Нигатив, DJ 108 («Балтийский Клан») и Баста. Победу одержал Гуф. В Сети видео появилось 19 февраля.
7 сентября вместе с Тимати представил клип под названием «Москва» получивший рекордное количество дизлайков в русском сегменте YouTube, на данный момент рекорд принадлежит Моргенштерну. Позже утром 10 сентября Тимати удалил клип, чтобы не продолжать волну негативных отзывов. В этот же день Гуф выпустил видеообращение в соцсети Instagram, в котором объяснил, что за клип не получал никакое денежное вознаграждение и сожалеет, что «не следит за политической ситуацией в стране, и в Москве». Однако, пользователи соцсети обратили внимание, что ранее, 11 августа, Гуф разместил пост, где есть фраза:
Сука все митинги проеб@л с этим Израилем
В ноябре 2024 года выступил на концерте с электронным браслетом на ноге из-за запрета на определённые действия в ходе открытого уголовно дела, что стало первым таким концертом в России.

## Проблемы с законом
В 1999 году был пойман со стаканом марихуаны в трусах и на полгода отправлен в Бутырку.
23 октября 2024 года Гуф в банном комплексе подрался с сотрудником Росгвардии не при исполнении и забрал его телефон. У пострадавшего диагностировали сотрясение, закрытую черепно-мозговую травму и ушиб уха. После этого рэпер лёг в реабилитационный центр в Наро-Фоминске Московской области.

## Личная жизнь
6 августа 2008 года женился на Айзе Ай. От этого брака сын Сами (род. 5 мая 2010 года).
В августе 2013 года Айза ушла от рэпера. С марта 2014 года находился с ней в официальном разводе.
В ходе рэп-баттла c Птахой на площадке «Versus Battle» стало известно, что у Гуфа есть ещё один сын, который старше Сами.
С 2016 по 2019 встречался с певицей Кети Топурия.
В декабре 2021 года Гуф женился на российской модели Юлии Королевой. От этого брака дочь Тина (род. 26 мая 2022). 
В июле 2023 года Юлия подала на развод.
Рэпер 8 раз лежал в психиатрической больнице. Имеет диагноз маниакально-депрессивный психоз с вялотекущей шизофренией.

## Дискография
| - 2007 — «Город дорог» - 2009 — «Дома» - 2012 — «Сам и…» - 2015 — «Ещё» - 2022 — «О'пять» - 2023 — «Zапретное Место» - 2020 — «Дом, который построил Алик» (совместно с Murovei) - 2003 — «Подарок» (совместно с Принципом) - 2013 — «420» (при уч. Rigos) - 2013 — «Нет конфликта» (при уч. Кравц) - 2015 — «Плохо-хорошо» - 2016 — «Про лето» - 2017 — «На чистоту» (diss Bluntcath) - 2017 — «Маугли II» - 2018 — «Ошибка (Первая версия)» (при уч. Slim) - 2019 — «Пусто» - 2020 — «Непогода» (при уч. Murovei) - 2022 — «Улыбка» | Совместные альбомы - 2010 — «Баста/Гуф» (совместно с Бастой) - 2014 — «4:20» (совместно с Rigos) - 2017 — GuSli (совместно со Slim) - 2017 — GuSli II (совместно со Slim) - 2022 — Part 2 (совместно с Murovei) - 2023 — «Смоки Мо/GUF» (совместно со Смоки Мо) В составе группы Centr: - 2007 — «Качели» (в составе группы Centr) - 2008 — «Эфир в норме» (в составе группы Centr) - 2016 — «Cистема» (в составе группы Centr) Как приглашённый артист - 2013 — «Всё за 1 $» («Каспийский груз» при уч. Guf) - 2014 — «Яна» (Миша Крупин при уч. Guf) - 2016 — «Mami» (Maor Gamliel & Diz при уч. Guf) - 2017 — «Поколение» (Тимати при уч. Guf) - 2018 — «Играй» (Влад Рамм при уч. Guf) - 2019 — «Облаком» (Си четыре при уч. Guf) - 2019 — «Москва» (Тимати при уч. Guf) - 2019 — «До-Ма» (V $ X V PRiNCE при уч. Guf) - 2020 — «BANG BANG» (Смоки Мо при уч. Guf) - 2020 — «O, mami» (Индаблэк при уч. Guf) - 2021 — «На чиле» (Джиган при уч. Егор Крид, The Limba, blago white, OG Buda, Тимати, Soda Luv & Guf) - 2021 — «Буквы [Zarva Remix]» (Nemiga при уч. Guf) В составе группы Centr - 2014 — «Виражи» - 2015 — «По-жести» - 2015 — «Гудини» (при уч. «Каспийский груз») - 2015 — «Нюни-2» - 2016 — «Далеко» |

### Участие
| - 2004 — «Взрывное устройство» (альбом группы «Дымовая завеса») - 2005 — «Черепашьи бега» (альбом группы «Отрицательное влияние») - 2006 — «Этажи» (альбом группы «Дымовая завеса») - 2007 — «Ва-банк» (альбом группы Rap City) - 2007 — «Баста 2» (альбом Басты) - 2008 — «Выход дракона» (трибьют-альбом памяти Рикошета) - 2008 — «Мой магнитофон» (альбом QП) - 2008 — «Сто из ста» (альбом ST) - 2008 — «Держись крепче» (микстейп группы 25/17) - 2008 — «Тёплый» (альбом Ноггано) - 2009 — «Холодно» (альбом Slim’a) - 2009 — «Ни о чём» (альбом Птахи) - 2009 — D.Vision (альбом объединения Def Joint) - 2010 — «МегаPolice» (альбом группы «АК-47») - 2010 — «Баста 3» (альбом Басты) - 2010 — «Выход из темноты» (альбом Смоки Мо) - 2010 — «Куплеты с золотой печатью» (альбом группы Good Hash) - 2010 — «ХЗ» (совместный альбом Хамиля и Змея) - 2011 — «Москва 2010» (альбом Miko) - 2011 — «На100ящий» (альбом ST) - 2011 — «Т.Г.К.липсис» (альбом группы «ТГК») - 2011 — «Время Тигра» (альбом Смоки Мо) - 2011 — «Атака клонов» (микстейп Obe 1 Kanobe) - 2011 — «Острова» (совместный альбом Принципа и Apxi) - 2012 — «Неизбежен» (альбом группы «ОУ74») - 2012 — «Жирный» (альбом Вити АК) - 2012 — «Черника» (альбом Рем Дигги) - 2012 — «Лучше, чем вчера» (альбом Лиона) - 2012 — «Demo In Da Moscow III: Knigga рифм» (сборник группы «ТГК») - 2013 — «Пуленепробиваемый» (альбом ST) - 2013 — «Троица (часть 1)» (мини-альбом группы «Каспийский груз») - 2013 — 25 (сборник ST) - 2014 — «Пиджакикостюмы» (альбом группы «Каспийский груз») - 2014 — The Best (сборник Slim’a) - 2014 — «Свежий расслабон» (альбом Кравца) - 2014 — «По Низам» (альбом Зануды) - 2015 — «На реальных событиях» (совместный альбом Rigos’a и BluntCath’a) - 2017 — «Москва. Miko Production» (альбом битмейкера Miko) - 2018 — «1000 лье» (совместный альбом DEEMARS и GUNZ) - 2019 — «Облаком» (альбом Си Четыре) - 2019 — «HEAVY TRAFFIC» (Сборник) - 2020 — «Молодость» (альбом NEMIGA) - 2020 — «Дорога в облака» (альбом Kunteynir) - 2020 — «Баха и Дмитрий Карантино» (альбом Jah Khalib’а) - 2020 — «Транзит» (альбом Тимати) - 2020 — «Super Mario» (альбом Смоки Мо) - 2021 — «495 II» (альбом C4 & Dj Cave) - 2021 — «Pussy Boy» (альбом Егора Крида) - 2022 — «TripSet» (альбом Смоки Мо) - 2022 — «Firmaa» (совместный сборник с Разными исполнителями) - 2023 — «Alpha» (альбом Смоки Мо) - 2023 — «Трезвость» (альбом Принципа) - 2023 — «Скучаю, но работаю» (альбом OG Bud’ы) | Треки, не изданные на альбомах Гуфа - 2000 — «Китайская стена» - 2007 — «Наш двор» (при уч. Сидр) - 2008 — «Большой бизнес» (при уч. Батишта, Жиган, Check, Баста, MC Белый, Kos) - 2008 — «Давай делай шире круг» (при уч. Витя АК, Ноггано, 5 Плюх) - 2008 — «Next People» (при уч. Dino MC 47, Жан Григорьев-Милимеров) - 2009 — «Зарисовки» (при уч. Принцип) - 2009 — «Братишка» (при уч. Принцип) - 2009 — «Отличай людей» (при уч. Slim) - 2009 — «Имени Ленина» (при уч. Slim) - 2009 — «Высота» (при уч. Slim) - 2009 — «Три точки» (при уч. Good Hash) - 2009 — «Если друг оказался вдруг» (при уч. Нигатив) - 2010 — «100 строк» - 2011 — «Имеет место» - 2011 — «200 строк» - 2011 — «Холода — не беда» (при уч. Смоки Мо, «АК-47») - 2012 — «Автолюбитель» - 2013 — «Грустный» - 2014 — «Пешеход» - 2014 — «Наверняка» (при уч. Джино) - 2014 — «Стало так» (при уч. Крипл, Rigos) - 2015 — «Перспектива» (при уч. Скриптонит, Rigos) - 2016 — «Жизнь чудесна» - 2017 — «Line up» - 2018 — «Азино 777» - 2018 — «Скажи» (при уч. Slim, Rigos, TAHDEM Foundation, Obe 1 Kanobe) - 2019 — «31 февраля» (при уч. Мари Краймбрери) - 2020 — «Лето на ветер» (при уч. Кравца) - 2020 — «На проводах» (при уч. Deemars, Gunz & Си Четыре) - 2020 — «Пустяк» (при уч. Murovei & Dina Raf) - 2020 — «По классике» (при уч. Slimus) - 2020 — «Вот так» (при уч. ВесЪ) - 2021 — «Есть че вспомнить» (при уч. Loc-Dog) - 2022 — «Алик» - 2022 — «Пекло» (при уч. Baller) - 2022 — «Деньги на дом» (при уч. Rigos) - 2022 — «Summertime» (при уч. Mayot) - 2023 — «Про пуделя» Аудиоприглашения на концерты - 2010 — «Ростов/Краснодар» (при уч. Баста) - 2011 — «Лето правильного рэпа» (при уч. Баста) - 2011 — «Приглашение в Москву» (при уч. «ОУ74», «ТАНDEM Foundation») - 2012 — «Приглашение на Украинский тур» (при уч. «ТАНDEM Foundation») - 2012 — «Приглашение на Hip-Hop All Stars 2012» - 2012 — «Приглашение в „Зелёный Театр“» (при уч. Баста) - 2013 — «До конечной» / «Приглашение на „Замес“/Hip-Hop All Stars 2013» - 2014 — «Приглашение в тур в поддержку фильма Gazgolder» - 2014 — «Приглашение в „Зелёный Театр“» - 2015 — «Гудини» / «Приглашение в „Зелёный Театр“» (в составе Centr при уч. «Каспийский груз») - 2016 — «Приглашение в USA» - 2016 — «Приглашение на презентации альбома CENTR „Система“» |

## Фильмография
- 2009 — «Хип-хоп в России: от 1-го лица» (серия 32)
- 2014 — «Газгольдер»
- 2016 — «Russian Hip Hop Beef»
- 2016 — «ЦАО»
- 2017 — Егор Шилов[31]
- 2019 — «BEEF: Русский хип-хоп»

### Дубляж
- 2009 — «9» — 5-й (Джон С. Рейли)

### Саундтрек
- 2006 — «Жара» — «Жара 77» (в составе группы Centr)
- 2014 — «Газгольдер» — «Заколоченное» (ft. Баста)
- 2015 — «Легко ли быть молодым?» — «Легко ли быть молодым?» (в составе группы Centr)

### Концертное видео
- 2009 — «Centr: Эфир в норме»[источник не указан 3265 дней]

## Видеография

### Видеоклипы
| Как основной артист - 2006 — «Новогодняя» - 2009 — «Для неё» - 2010 — «Ice Baby» - 2010 — «100 строк» - 2010 — «Было давно» - 2011 — «Имеет место» - 2011 — «200 строк» - 2011 — «На пол» - 2012 — «Сегодня — завтра» - 2012 — «Гуф умер» (уч. Баста) - 2015 — «Маугли» - 2015 — «Бай» - 2019 — «Знаем ходы» (уч. SLIMUS (Slim), Rigos, Kitoboy, Gunz, Deemars, C4, DJ Cave & Shenko Nashinal) - 2019 — «ALA» (уч. Trax, Kanamar & Gazo) - 2020 — «Лето на ветер» (уч. Guf & Кравц) - 2020 — «Ураган» (уч. Guf & Murovei & V$XV PRiNCE) - 2022 — «Алик» - 2022 — «Summertime» (при уч. Mayot) | Как приглашённый артист - 2007 — «Моя игра» (Баста при уч. Guf) - 2009 — «По-другому» (ST при уч. Guf) - 2010 — «Качели» (Ноггано при уч. Guf) - 2010 — «Тем, кто с нами» (Ноггано при уч. Guf, «АК-47») - 2011 — «Красная стрела» (Смоки Мо при уч. Guf) - 2012 — «Один раз» (Obe 1 Kanobe при уч. Guf) - 2013 — «Тайна» (Рем Дигга при уч. Guf) - 2013 — «Танцы с волками» (Лион при уч. Guf) - 2013 — «420» (Rigos при уч. Guf) - 2013 — «Всё за 1 $» («Каспийский груз» при уч. Guf) - 2013 — «Нет конфликта» (Кравц при уч. Guf) - 2014 — «Бараний рог» (Rigos при уч. Guf) - 2014 — «Город-убийца» (Зануда при уч. Guf) - 2017 — «Поколение» (Тимати при уч. Guf) - 2018 — «OG» (Gunz & Deemars при уч. Guf) - 2019 — «Облаком» (Си четыре при уч. Guf) - 2021 — «Автомат» (Егор Крид при уч. Guf) - 2021 — «На чиле» (Джиган при уч. Егор Крид, The Limba, blago white, OG Buda, Тимати, Soda Luv & Guf) - 2021 — «Буквы [Zarva Remix]» (Nemiga при уч. Guf) |
| В составе группы Centr - 2008 — «Город дорог» (уч. Баста) - 2008 — «Трафик» (уч. Смоки Мо) - 2008 — «Ночь» - 2009 — «Зима» - 2009 — «Легко ли быть молодым» - 2014 — «Виражи» - 2015 — «По жести» - 2015 — «Нюни-2» - 2016 — «Далеко» (уч. A'Studio) | Проект «Баста / Гуф» - 2011 — «Соответственно» - 2011 — «Самурай» - 2011 — «Другая волна» - 2014 — «ЧП» - 2014 — «Заколоченное» Проект GuSli (Guf & Slim) - 2016 — «GuSli Introduction» - 2017 — «На взлёт» - 2017 — «Фокусы» - 2017 — «Ушла» - 2018 — «Скажи» (уч. Rigos и Мафон) - 2020 — «Фокусы первая версия» (уч. SLIMUS) |
| Приглашения на концерты - 2010 — «Ростов/Краснодар» (уч. Баста) - 2011 — «Лето правильного рэпа» (уч. Баста) - 2011 — «Приглашение в Москву» (уч. «ОУ74», «ТАНDЕМ Foundation») - 2012 — «Приглашение на Украинский тур» (уч. «ТАНDЕМ Foundation») - 2012 — «Приглашение на Hip-Hop All Stars 2012» - 2012 — «Приглашение в „Зелёный Театр“» (уч. Баста) - 2013 — «Приглашение в „Известия Hall“» / «Грустный» - 2014 — «Приглашение в тур в поддержку фильма Gazgolder» - 2014 — «Приглашение в „Зелёный Театр“» - 2015 — «Гудини» / «Приглашение в „Зелёный Театр“» (в составе Centr при уч. «Каспийский груз») - 2016 — «Приглашение в USA» - 2016 — «Приглашение на презентации альбома CENTR „Система“» | |

## Рэп-баттлы

### «Versus Battle»
| Соперник | Дата выхода |
| -------- | ----------- |
| Птаха    | 2018        |

## Награды и номинации
- Лауреат премии RAMP 2009 канала A-One в категории Urbana[32].
- В 2008 году в составе группы Centr выиграл матрёшку как «Самый лучший хип-хоп-проект» на церемонии RMA телеканала MTV[2].
- В 2009 году был номинирован на премию «Герой Рунета», где занял 6 место[33].
- В 2009 году стал победителем голосования[34] на сайте Rap.ru в номинациях:
  - Лучший отечественный исполнитель года;
  - Альбом года («Дома»);
  - Лучший клип («Для неё»).
- Побеждал в тех же номинациях[35] в 2008 году в составе группы Centr:
  - Лучший артист (Centr);
  - Лучший альбом года («Эфир в норме»);
  - Лучший клип («Ночь»).
- Победитель «Russian Street Awards» 2010 в номинации Артист года[36].
- Победитель Премии Муз-ТВ 2011 в номинации Лучший Хип-Хоп проект года.

## Факты
- Семь лет Гуф жил в Китае, но ему пришлось уехать оттуда из-за проблем с наркотиками[1].
- Гуф болеет за футбольный клуб Ливерпуль[37].
- Имеет два высших образования: экономическое и лингвистическое (китайский язык)[38].
- Утверждает, что молится перед выступлениями[39].